# Limnocythere friabilis
Limnocythere friabilis is een mosselkreeftjessoort uit de familie van de Limnocytheridae. De wetenschappelijke naam van de soort is voor het eerst geldig gepubliceerd in 1963 door Benson & MacDonald.